# Фужерет
Фужерет (фр. Fougerêts) насеље је и општина у северозападној Француској у региону Бретања, у департману Морбијан која припада префектури Ван.
По подацима из 2011. године у општини је живело 950 становника, а густина насељености је износила 47,71 становника/km². Општина се простире на површини од 19,91 km². Налази се на средњој надморској висини од 42 метара (максималној 101 m, а минималној 2 m).

## Демографија
| 1962. | 1968. | 1975. | 1982. | 1990. | 1999. | 2011. |
| ----- | ----- | ----- | ----- | ----- | ----- | ----- |
| 639   | 708   | 644   | 660   | 739   | 788   | 950   |

График промене броја становника у току последњих година